# Фарбауті (міфологія)
Фарбауті (давньоскан. Fárbauti — «жорстоко нищівний») — йотун, чоловік Лауфейї та батько Локі та, можливо, Хельблінді та Бюлеіста. Фарбауті один з персонажів германо-скандинавської міфології, що згадується в Молодшій Едді Сноррі Стурлусона. Науковці стверджують, що ім'я та характер персонажа міг уособлювати людське уявлення про походження лісових пожеж.

## Згадки
У Молодшій Едді (Видіння Гюльві), згадується про походження Локі: «Ім'я його Локі або Лофт. Він син велетня Фарбауті, а мати його звуть Лаувейя або Наль. Брати його — Бюлейст і Хельблінді».
Також у Мові Поезії Локі згаується як «син Фарбауті та Лаувейї, або Наль» та вказано на його братів. Однак замість звичного слова sonr («син»), Локі описується як «mögr».
У скальдичній поемі Гусдрапа Локі описується як «хитрий син Фарбауті».
Як стверджує Рудольф Зімек, Фарбауті, що уособлює блискавку, та Лаувейї — уособлення сухого листя (або ж її інше ім'я Наль, що означає соснові голки) є частиною давього уявлення про лісові пожежі.